# 산마리노 U-15 축구 국가대표팀
산마리노 U-15 축구 국가대표팀(이탈리아어: Nazionale Under-15 di calcio di San Marino)은 산마리노을 대표하는 15세 이하의 축구 국가대표팀으로, 산마리노의 축구 관리 기관인 산마리노 축구 연맹의 관리를 받는다.